# نصیرمحله
نصیرمحله، دهستانی از توابع بخش احمدسرگوراب شهرستان شفت در استان گیلان ایران است.جاذبه هایی گردشگری همچون استخر بزرگ اوسور واستخر جاده گنجار وشالیزارهای زیبا .نمای کوهای اطراف و رودخانه همیشه پر آب میتوان اشاره کرد.

## جمعیت
این روستا در دهستان احمد سرگوراب قرار دارد و براساس سرشماری مرکز آمار ایران در سال ۱۳۸۵، جمعیت آن ۳٬۰۹۰ نفر (۸۰۲خانوار) بوده‌است.